# Ист-Сепик
Ист-Сепик (англ. East Sepik Province) — провинция Папуа — Новой Гвинеи, расположенная в северо-западной части страны. Административный центр — город Вевак, расположенный на побережье Новогвинейского моря. Общая площадь провинции — 43 671 км². Численность населения Ист-Сепика — 450 530 человек (2011 год), большая часть из которых проживает в Веваке, а также небольших поселениях вдоль реки Сепик. Большая часть провинции расположена на острове Новая Гвинея. Кроме того, в неё входят многочисленные прибрежные острова, в том числе, Каириру и острова Схаутен.

## География
Внутренние районы провинции гористые, покрытые густыми тропическими лесами. Ближе к берегу ландшафт меняется на равнинный. Здесь протекает река Сепик, которая, с экологической точки зрения, вероятно, является крупнейшим водно-болотным угодьем Азиатско-Тихоокеанского региона, который не подвергнут пагубному антропогенному воздействию. На реке расположен пояс плавных изгибов, или меандров, шириной в 5—10 км, которые образуются вдоль всего течения реки. Кроме того, река образовала обширные пойменные равнины с пойменными болотами шириной до 70 км. На этих же равнинах находятся многочисленные (около 1500) старицы и другие озёра, крупнейшие из которых — озёра Чамбри.

## История
Европейскими первооткрывателями здешних земель стали германские путешественники и торговцы. Занимались они преимущественно или торговлей, или организацией местных плантаций по выращиванию кокосовых пальм, плоды которых использовали для производства копры, шедшей на экспорт. К концу XIX века территория современной провинции стала частью колонии Германская Новая Гвинея.
В 1914 году германские территории на Новой Гвинее перешли под контроль Австралии, которая с 1921 года управляла им в качестве части подопечной территории по мандату Лиги наций. В годы Второй мировой войны на территории провинции велись крупные сражения австралийских и американских войск с вооружёнными силами Японии, которые, тем не менее, были полностью разгромлены к 1945 году.
С 1975 года Ист-Сепик является частью независимого государства Папуа — Новая Гвинея.

## Язык
Местные жители разговаривают на более 200 коренных австронезийских языках. Многие жители свободно общаются на английском языке. Основу местной экономики составляет сельское хозяйство. Развивается туризм.